# Johannes Manderscheid
Johannes Manderscheid (* 30. September 1936 in Köln; † 12. Juli 2020 in Tübingen) war ein deutscher Architekt und Möbeldesigner.

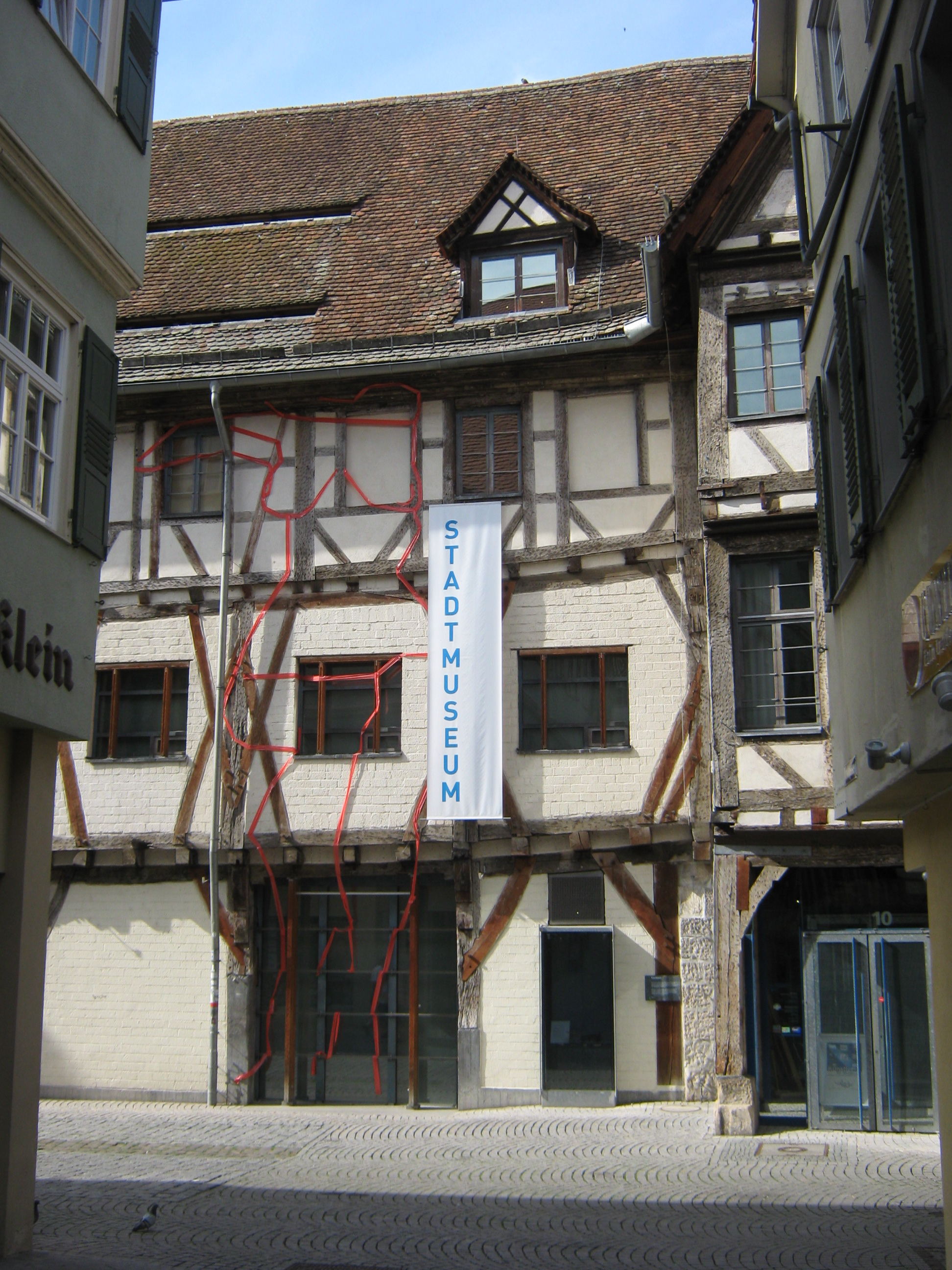
Kornhaus, Tübingen

## Werdegang
Manderscheid studierte Architektur von 1958 bis 1962 an der Ingenieurschule Köln. Von 1958 bis 1963 war er Mitarbeiter im Bauatelier von Emil Steffann. Anschließend arbeitete er zwischen 1964 und 1967 zunächst für Böhm-Schüler Hans Lob in Siegburg und dann bei Heinz Bienefeld in Overath. Es folgte eine dreijährige Tätigkeit beim Diözesanbauamt Rottenburg bis 1970. Im Jahr 1971 gründete Manderscheid sein eigenes Architekturbüro in Rottenburg am Neckar. 1980 wurde er in den Bund Deutscher Architekten berufen. 2002 stieg sein Sohn Christoph Manderscheid in das Architekturbüro ein und führt das Büro seit 2016 unter dem Namen „Architekturbüro Manderscheid“ weiter.
Am 12. Juli 2020 starb Manderscheid an einem Krebsleiden.
Lehrtätigkeit
Manderscheid hatte von 1993 bis 1994 einen Lehrauftrag an der Universität Karlsruhe inne und war von 2010 bis 2014 Mitglied im Gestaltungsbeirat der Stadt Baden-Baden.

## Bauten
- 1975: Innenrenovierung der Kirche St. Petrus, Lustnau (2017 zerstört)
- 1975–1979: Katholische Kirche mit Pfarrhaus, Schmiechen
- 1976–1979: Kreissparkasse, Bühl
- 1977–1980: Sanierung des Priesterseminars, Rottenburg am Neckar
- 1981–1985: Umbau der Zehntscheuer zum Heuneburgmuseum, Hundersingen mit Heinz Bienefeld
- 1985–1988: Renovierung und Erweiterung der Kirche, Eutingen im Gäu
- 1986–1987: Wohnhaus mit Atelier, Rottenburg am Neckar
- 1978–1992: Renovierung des Schlosses und der Befestigungsanlage, Ehestetten
- 1986–1992: Umbau des Kornhauses zum Stadtmuseum, Tübingen
- 1996–1998: Doppelwohnhaus, Reutlingen
- 1993–1999: Erweiterung des Museums, Ulm mit Eberhard Raupp[5]
- 1998–2002: Sanierung und Umbau der Sakristei des Doms St. Martin, Rottenburg am Neckar
- 1999–2004: Stiftshof, Backnang
- 1973–2020: Renovierung von Kloster Heiligkreuztal, Riedlingen

## Auszeichnungen und Preise
- 2002: Auszeichnung – Hugo-Häring-Preis für das Doppelwohnhaus, Reutlingen[6]
- 2005: Auszeichnung – Hugo-Häring-Preis für die Sanierung und Umbau der Sakristei des Doms St. Martin, Rottenburg[7]

## Ausstellungen
- 1999: Städtische Galerie, Kirchheim unter Teck
- 2000: Architekturgalerie am Weißenhof, Stuttgart

## Vorträge
- Schloss Ellwangen
- RWTH Aachen
- Universität Kaiserslautern